# D-アラビニトール-2-デヒドロゲナーゼ
D-アラビニトール-2-デヒドロゲナーゼ（D-arabinitol 2-dehydrogenase）は、次の化学反応を触媒する酸化還元酵素である。
D-アラビニトール + NAD+ {\displaystyle \rightleftharpoons } D-リブロース + NADH + H+
反応式の通り、この酵素の基質はD-アラビニトールとNAD+、生成物はD-リブロースとNADHとH+である。
組織名はD-arabinitol:NAD+ 2-oxidoreductase (D-ribulose-forming)で、別名にD-arabinitol 2-dehydrogenase (ribulose-forming)がある。